# بخش مرکزی شهرستان دامغان
بخش مرکزی شهرستان دامغان یکی از بخش‌های شهرستان دامغان در استان سمنان ایران است.

## تقسیمات کشوری
- بخش مرکزی شهرستان دامغان
  - دهستان حومه دامغان
  - دهستان دامنکوه
  - دهستان رودبار

شهرها: دامغان و دیباج

## جمعیت
بنابر سرشماری مرکز آمار ایران، جمعیت بخش مرکزی شهرستان دامغان در سال ۱۳۸۵ برابر با ۷۵۰۳۹ نفر بوده‌است.